# Монфорте (Португалія)
Монфо́рте (порт. Monforte; МФА: [mõ.ˈfoɾ.tɨ], Монфо́рти) — муніципалітет і містечко в Португалії, в окрузі Порталегре. Розташований у східній частині країни, на теренах історичної португальської провінції Алентежу. Належить до Порталегрівсько-Каштелу-Бранківської діоцезії Католицької церкви в Португалії. Права міського самоврядування має з 1257 року. Поділяється на 4 парафії. За адміністративним поділом, чинним до 1976 року, був складовою провінції Верхнє Алентежу. Площа муніципалітету — 420,25 км², населення муніципалітету — 3329 ос. (2011); густота населення — 7,92 осіб/км²
. Патрон — Діва Марія. Святковий день муніципалітету — 1-й понеділок після Пасхи. Поштовий індекс — 7450.  Код місцевої адміністративної одиниці — 1211. Складова статистичного регіону Алентежу.

## Географія
Монфорте розташоване на сході Португалії, на півдні округу Порталегре.
Монфорте межує на півночі з муніципалітетами Крату і Порталегре, на сході — з муніципалітетами Арроншеш і Елваш, на південному заході — з муніципалітетами Борба і Ештремош, на заході — з муніципалітетом Фронтейра, на північному заході — з муніципалітетом Алтер-ду-Шан.

## Історія
1257 року португальський король Афонсу III надав Монфорте форал, яким визнав за поселенням статус містечка та муніципальні самоврядні права.

## Населення
| Кількість мешканців | Кількість мешканців | Кількість мешканців | Кількість мешканців | Кількість мешканців | Кількість мешканців | Кількість мешканців | Кількість мешканців | Кількість мешканців | Кількість мешканців | Кількість мешканців | Кількість мешканців | Кількість мешканців | Кількість мешканців | Кількість мешканців | Кількість мешканців |
| ------------------- | ------------------- | ------------------- | ------------------- | ------------------- | ------------------- | ------------------- | ------------------- | ------------------- | ------------------- | ------------------- | ------------------- | ------------------- | ------------------- | ------------------- | ------------------- |
| 1864                | 1878                | 1890                | 1900                | 1911                | 1920                | 1930                | 1940                | 1950                | 1960                | 1970                | 1981                | 1991                | 2001                | 2011                |                     |
| 3 800               | 4 221               | 4 516               | 5 335               | 6 098               | 6 238               | 6 835               | 8 087               | 8 295               | 7 245               | 4 720               | 4 281               | 3 759               | 3 393               | 3 329               |                     |